# Chiesa della Madonna del Rosario (Vladimir)
La chiesa della Madonna del Rosario (in russo Храм Святого Розария Пресвятой Девы Марии?) è una chiesa cattolica di Vladimir, in Russia. Fa parte dell'arcidiocesi della Madre di Dio a Mosca.

## Storia e descrizione
La prima parrocchia cattolica dell'antica città di Vladimir fu fondata nel 1891. Poco tempo dopo, le autorità cittadine diedero il proprio assenso alla costruzione di una chiesa che potesse ospitare i fedeli cattolici. La costruzione dell'edificio prese avvio nel 1892 e fu completata nei primi mesi del 1894. Nello stesso anno la chiesa fu consacrata in onore della Madonna del Rosario. Nel 1904 la parrocchia contava circa 1.000 persone.
A seguito della rivoluzione bolscevica la chiesa continuò per qualche tempo a rimanere aperta al culto. Tuttavia, subì la chiusura nel 1930. Per lunghi anni il campanile dell'edificio fu utilizzato come trasmettitore radio, mentre alla fine degli anni settanta dentro la chiesa fu allestita una sala espositiva.
Dopo la caduta del regime sovietico la chiesa cattolica in Russia poté tornare ad organizzarsi. Nel 1992 l'edificio fu quindi restituito alla comunità dei fedeli. Dopo alcuni lavori di restauro, la chiesa venne riconsacrata il 24 luglio 1993. Nel 1996 anche la canonica adiacente all'edificio fu restituita al suo uso originario. La chiesa è anche dotata di una libreria.
L'edificio, al pari di altre chiese cattoliche della Russia, è stato costruito in stile neogotico.

## Galleria d'immagini

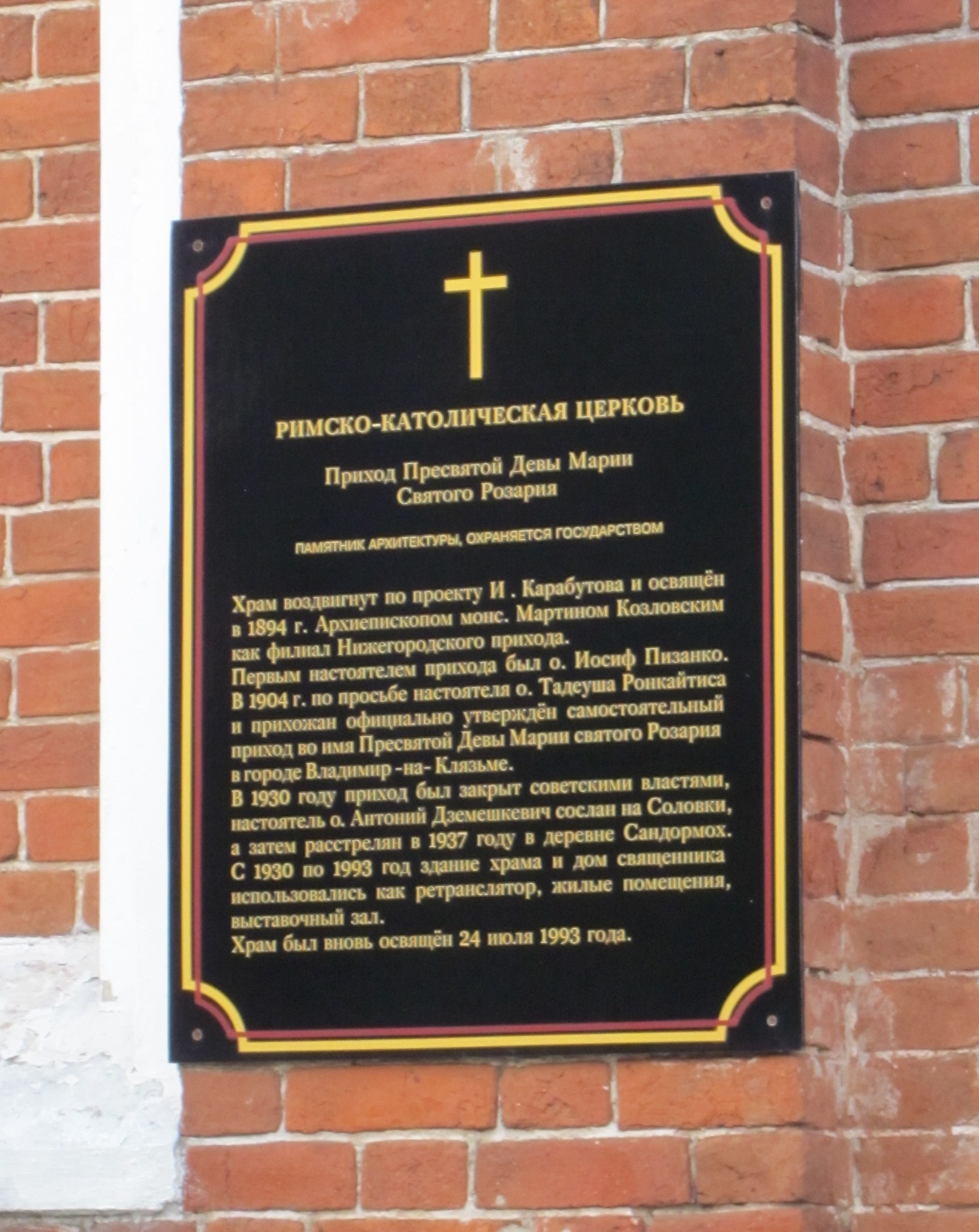
Targa commemorativa

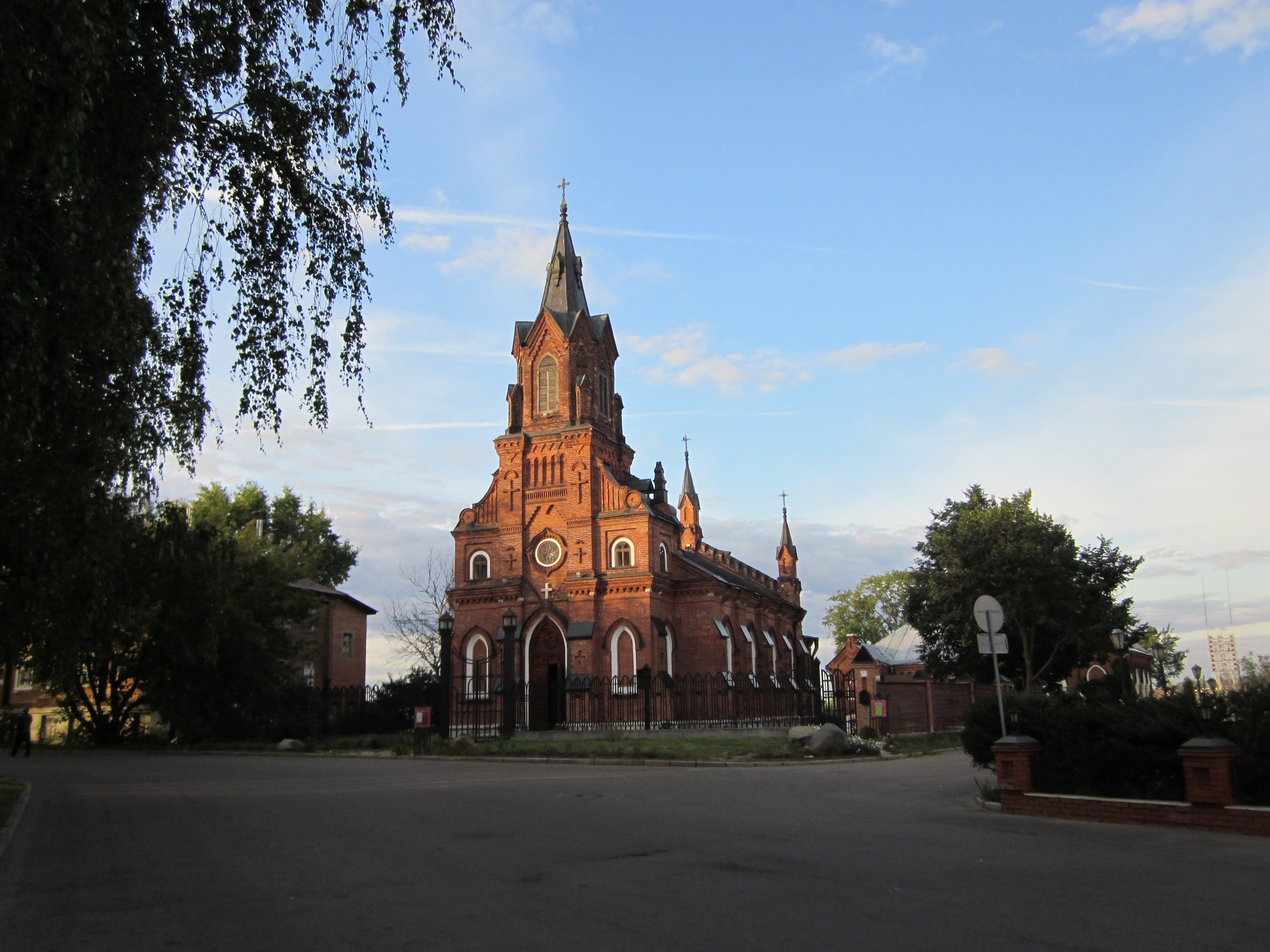
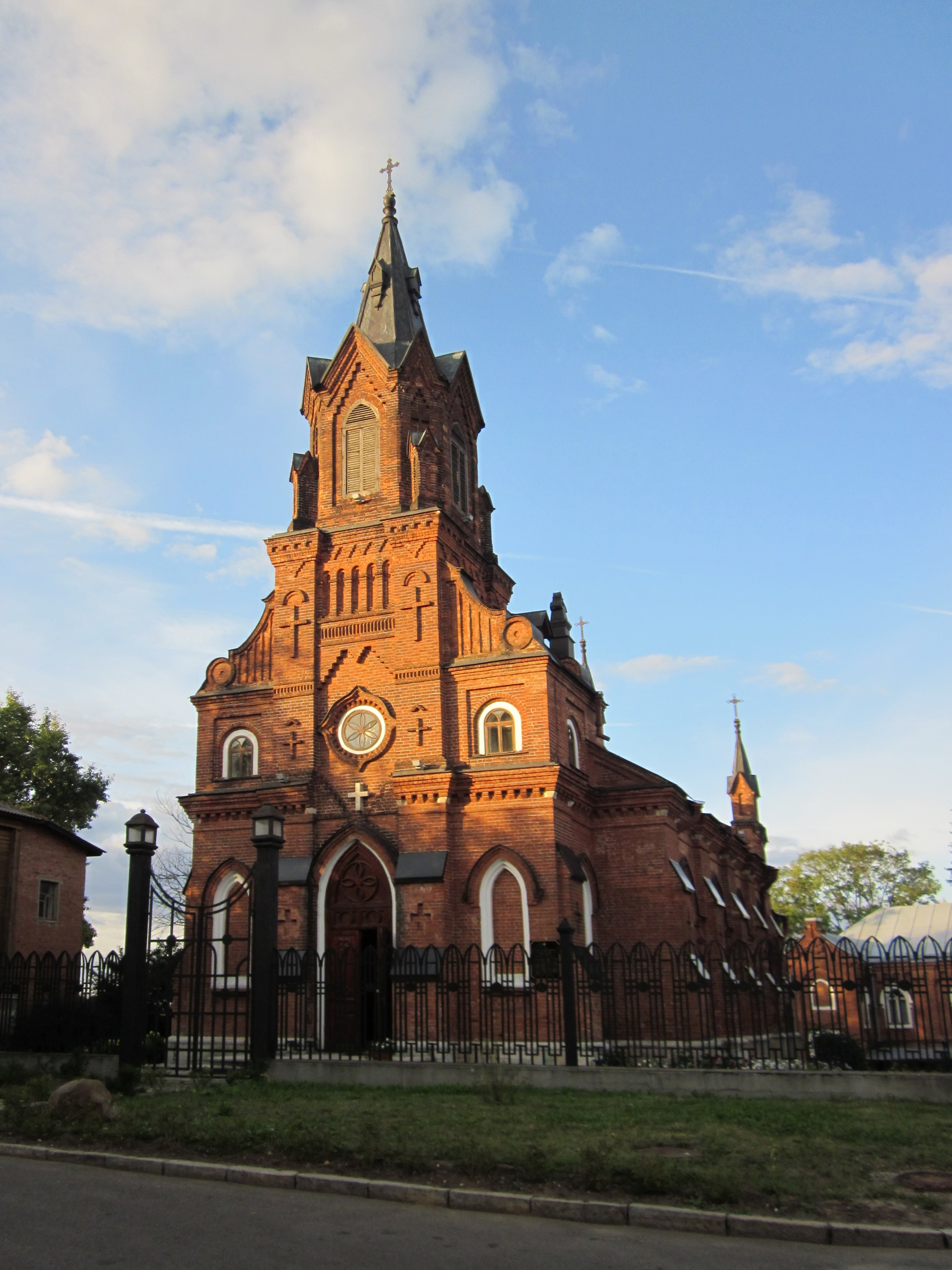
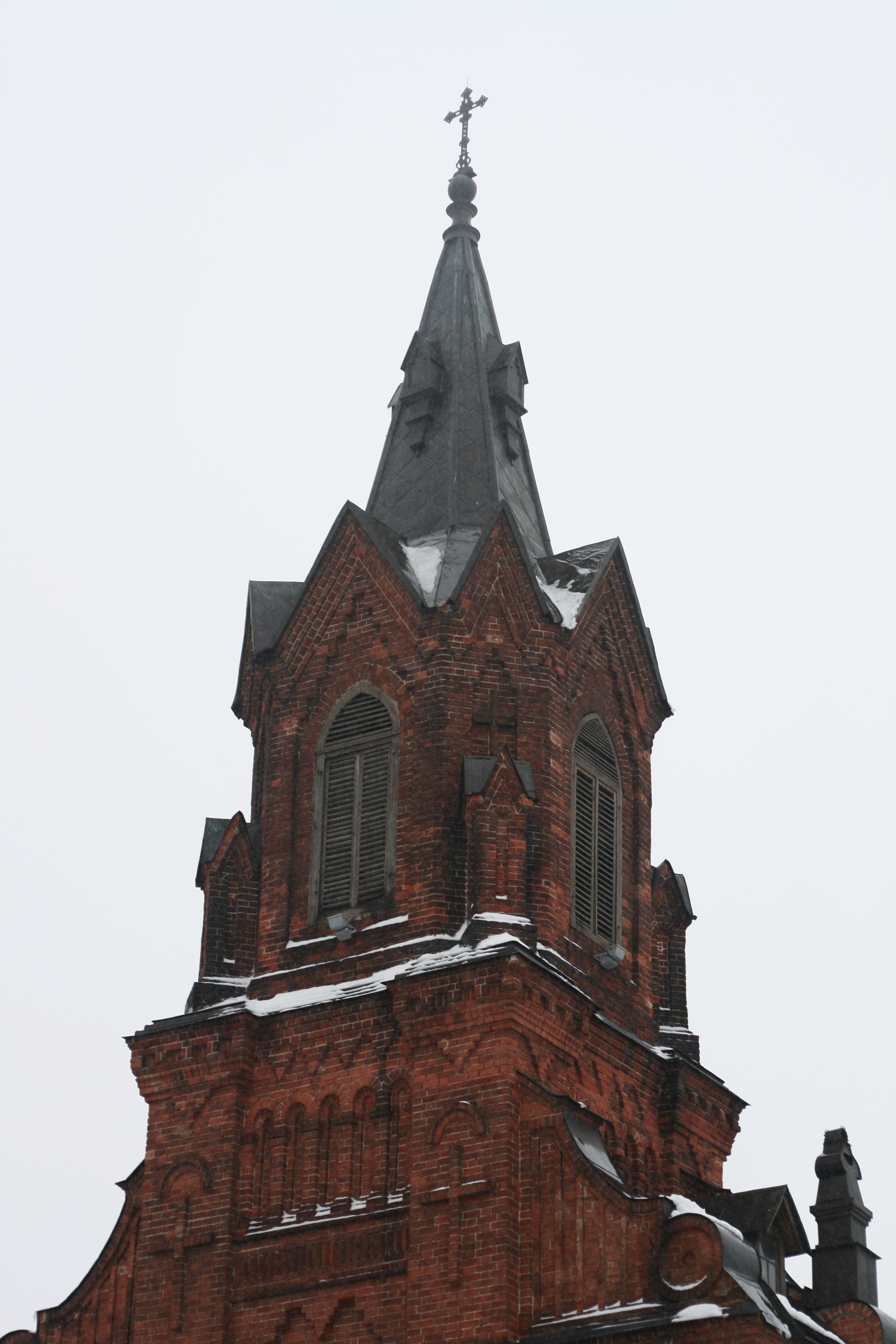